# Adam Savage
Adam Whitney Savage (New York, 15 luglio 1967) è un conduttore televisivo statunitense, noto per essere uno dei presentatori del programma MythBusters.

## Biografia

### Primi anni
Nato a New York, Savage crebbe a Sleepy Hollow nella contea di Westchester. Suo padre, Lee Savage, fu un pittore, regista ed animatore, noto per il suo lavoro nel programma educativo Sesame Street. Sua madre è una psicoterapeuta.
Adam iniziò a fare l'attore quando era bambino e frequentò per 5 anni una scuola di recitazione. Fece la sua prima apparizione nel mondo della televisione come doppiatore di un personaggio della serie prodotta dal padre Sesame Street, utilizzato per l'occasione per uno spot televisivo, successivamente lavorò come aiutante nello staff degli effetti speciali di Star Wars e interpretò un piccolo ruolo nel video musicale You're Only Human (Second Wind) di Billy Joel nel 1985.

### Carriera

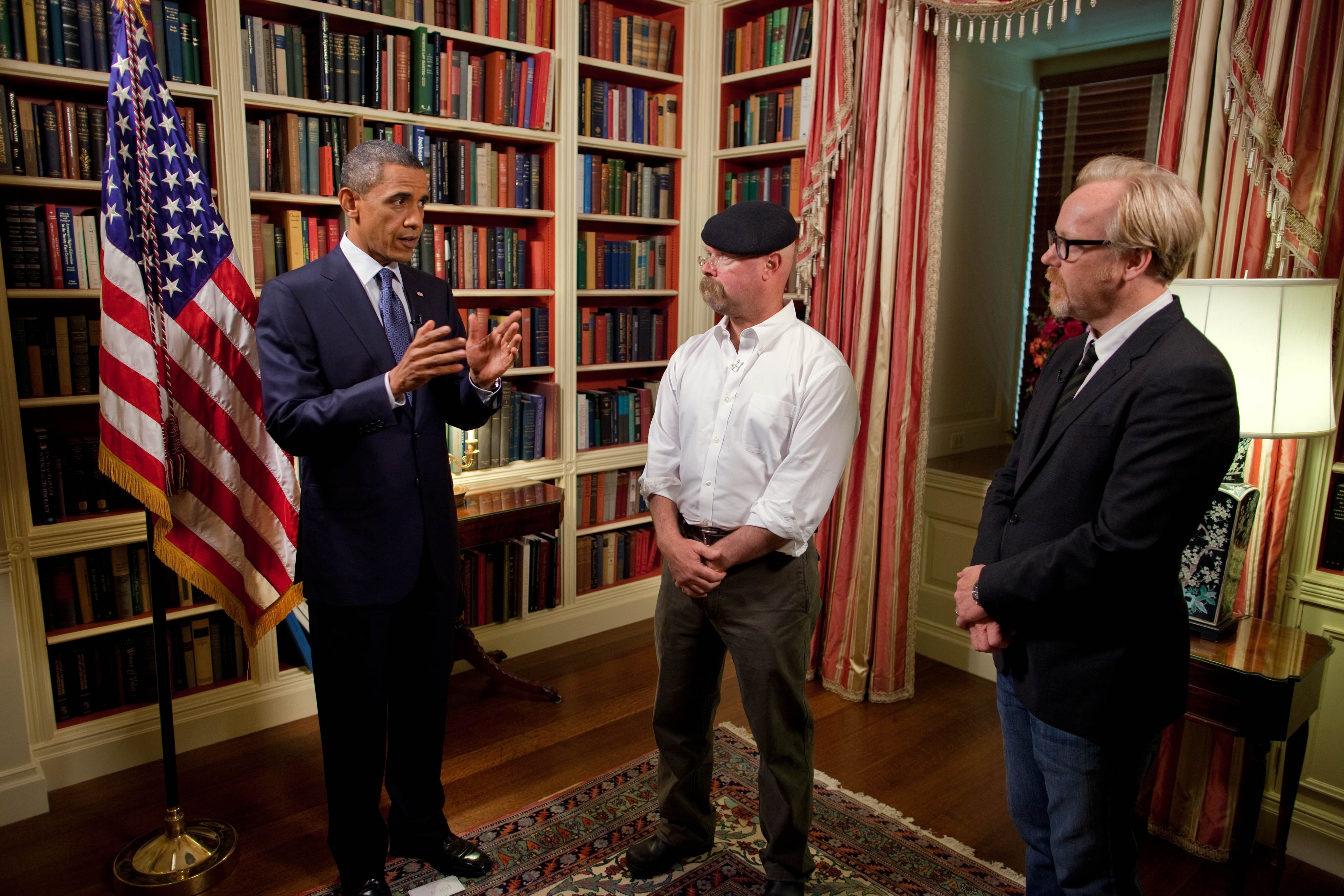
Adam Savage insieme a Jamie Hyneman durante un incontro con il presidente Barack Obama nel 2010

Savage ha lavorato come animatore, graphic designer, falegname, proiezionista, cameraman, presentatore televisivo, scenografo, disegnatore di giocattoli e proprietario di una galleria d'arte.
Savage interpretò il ruolo di un ingegnere nel film Ever Since the World Ended e quello di un proprietario di un negozio di armi in The Darwin Awards, assieme al suo co-presentatore in MythBusters Jamie Hyneman. Fece un'apparizione con Jamie in CSI: Crime Scene Investigation nell'episodio intitolato Le Stringhe.
Nei contenuti speciali di Matrix Revolutions, appare nel suo ruolo di artista di effetti speciali e parla riguardo ad alcuni effetti usati e la difficoltà nella realizzazione.
Savage fu uno dei presentatori alla trasmissione The Amaz!ng Meeting 6.
Precedentemente ha insegnato modellismo nel corso di Design Industriale all'Accademia d'Arte di San Francisco.

### Vita personale
È sposato con sua moglie Julia dal 2003. Ha avuto due gemelli nati da una relazione precedente.